# العلاقات البريطانية البليزية
العلاقات البريطانية البليزية هي العلاقات الثنائية التي تجمع بين المملكة المتحدة وبليز.

## مقارنة بين البلدين
هذه مقارنة عامة ومرجعية للدولتين:
| وجه المقارنة                                              | المملكة المتحدة                 | بليز         |
| --------------------------------------------------------- | ------------------------------- | ------------ |
| المساحة (كم2)                                             | 242.50 ألف                      | 22.97 ألف    |
| عدد السكان (نسمة)                                         | 66.02 مليون                     | 374.68 ألف   |
| الكثافة السكانية (ن./كم²)                                 | 272.25                          | 16.31        |
| العاصمة                                                   | لندن                            | بلموبان      |
| اللغة الرسمية                                             | لغة إنجليزية، اللغة الويلزية    | لغة إنجليزية |
| العملة                                                    | جنيه إسترليني                   | دولار بليزي  |
| الناتج المحلي الإجمالي (بليون دولار)                      | 2.62 تريليون                    | 1.84 مليار   |
| الناتج المحلي الإجمالي (تعادل القوة الشرائية) بليون دولار | 2.72 تريليون                    | 3.05 مليار   |
| الناتج المحلي الإجمالي الاسمي للفرد دولار أمريكي          | 43.88 ألف                       | 4.88 ألف     |
| الناتج المحلي الإجمالي للفرد دولار أمريكي                 | 40.23 ألف                       | 8.42 ألف     |
| مؤشر التنمية البشرية                                      | 0.907                           | 0.715        |
| رمز المكالمات الدولي                                      | +44                             | +501         |
| رمز الإنترنت                                              | .uk، .gb                        | .bz          |
| المنطقة الزمنية                                           | توقيت غرينيتش، توقيت غرب أوروبا | 00           |

## منظمات دولية مشتركة
يشترك البلدان في عضوية مجموعة من المنظمات الدولية، منها:
| علم المنظمة | اسم المنظمة                        | تاريخ انضمام المملكة المتحدة | تاريخ انضمام بليز |
| ----------- | ---------------------------------- | ---------------------------- | ----------------- |
|             | مؤسسة التنمية الدولية              | 24 سبتمبر 1960               | 19 مارس 1982      |
|             | يونسكو                             | 4 نوفمبر 1946                | 10 مايو 1982      |
|             | وكالة ضمان الاستثمار متعدد الأطراف | 12 أبريل 1988                | 29 يونيو 1992     |
|             | الأمم المتحدة                      | 24 أكتوبر 1945               | 25 سبتمبر 1981    |
|             | دول الكومنولث                      | 11 ديسمبر 1931               | ?                 |
|             | الفريق المعني برصد الأرض           | ?                            | ?                 |
|             | الاتحاد البريدي العالمي            | ?                            | ?                 |
|             | البنك الدولي للإنشاء والتعمير      | 27 ديسمبر 1945               | 19 مارس 1982      |
|             | بنك التنمية الكاريبي ‏              | ?                            | ?                 |
|             | الاتحاد الدولي للاتصالات           | 24 فبراير 1871               | 16 ديسمبر 1981    |
|             | منظمة حظر الأسلحة الكيميائية       | ?                            | ?                 |
|             | مؤسسة التمويل الدولية              | 20 يوليو 1956                | 19 مارس 1982      |
|             | منظمة التجارة العالمية             | 1995                         | ?                 |
|             | منظمة الشرطة الجنائية الدولية      | ?                            | ?                 |

## وصلات خارجية
- موقع وزارة الخارجية البريطانية
- موقع وزارة الخارجية البليزية